# Rödstuguviken

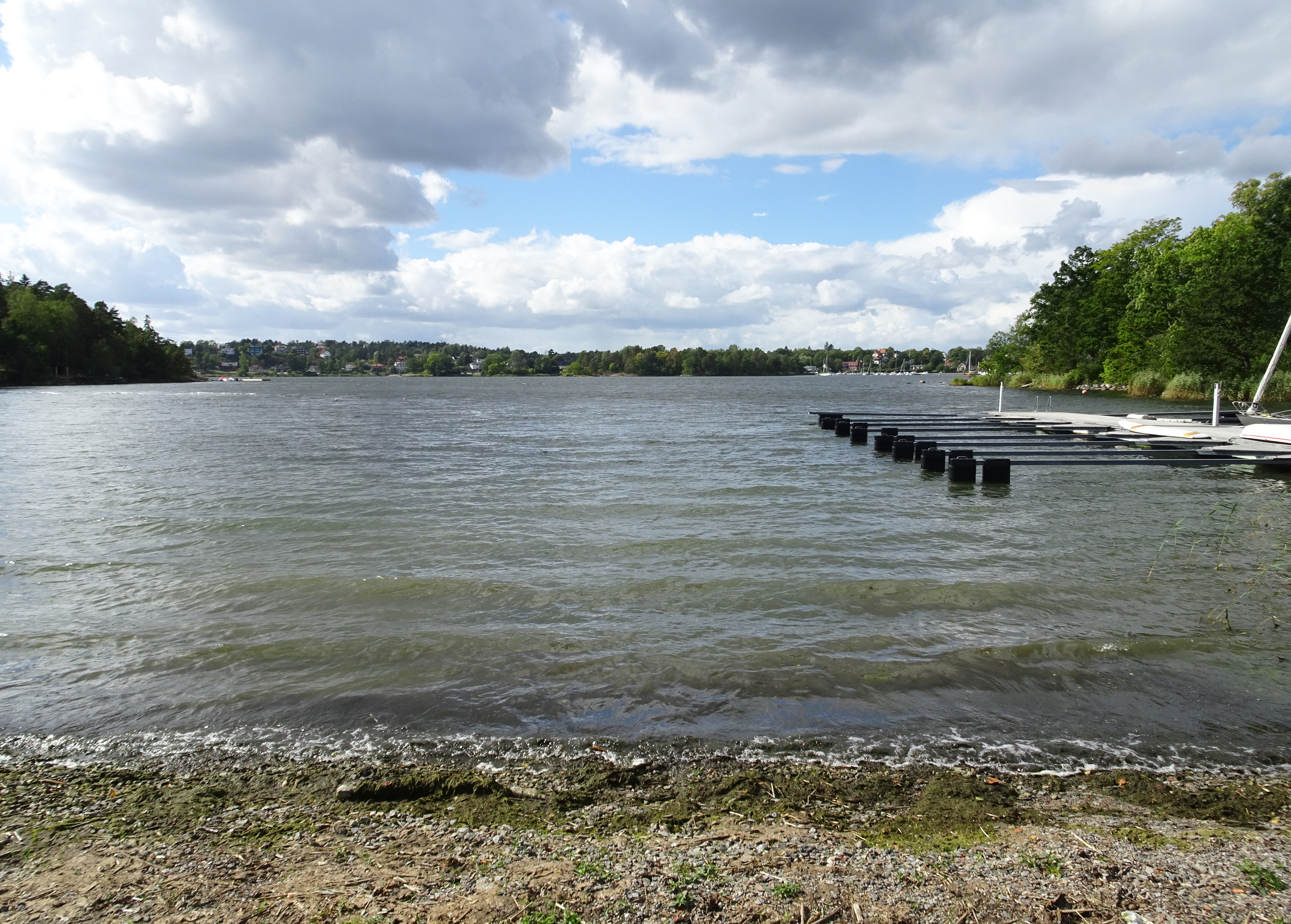
Rödstuguviken västerut med Djursholm i bakgrunden, september 2020.

Rödstuguviken är en vik av Östersjön tillhörande Lilla Värtan i stadsdelen Sticklinge i Lidingö kommun, Stockholms län. Lidingöloppet går förbi viken.

## Beskrivning
Rödstuguviken har sitt namn efter den så kallade Rödstugan som fortfarande ligger vid vikens norra sida. Det var färjehållaren i Sticklinge som bebodde stugan och färjan var en roddbåt vilken gick över viken och Lilla Värtan till Ekudden på Djursholm, en sträcka på ungefär 550 meter. Denna roddfärja började användas redan någon gång i slutet av 1480-talet när släkten Banér på Djursholms slott fick besittning över Lidingö. Den utgick från Roparudden på Djursholm och över till Norra Sticklinge. Färjeförbindelsen nyttjades på 1700-talet av bland andra kyrkoherden i Danderyd då han skulle predika i Lidingö kyrka. Idag är Rödstugan privatbostad.
Rödstuguvikens norra udde kallas även Taheiti, och har fått sitt namn efter ett där beläget sommarställe som uppfördes av professorn i botanik Nils Johan Andersson under andra hälften av 1800-talet. Namnet har sitt ursprung i söderhavsön Tahiti som professorn besökt under en världsomsegling med fregatten Eugenie på 1850-talet. På Taheiti ligger även en stensättning från yngre järnåldern (RAÄ-nummer: Lidingö 14:1). Anläggningen är ett exempel på de så kallade farledsgravar som anlades över sjöfolk som avlidit alltför långt från den egna gården för att kunna begravas där. Vid Rödstuguvikens södra sida ligger den gamla ångbåtsbryggan efter färjeförbindelsen som inte längre används. 

## Bilder

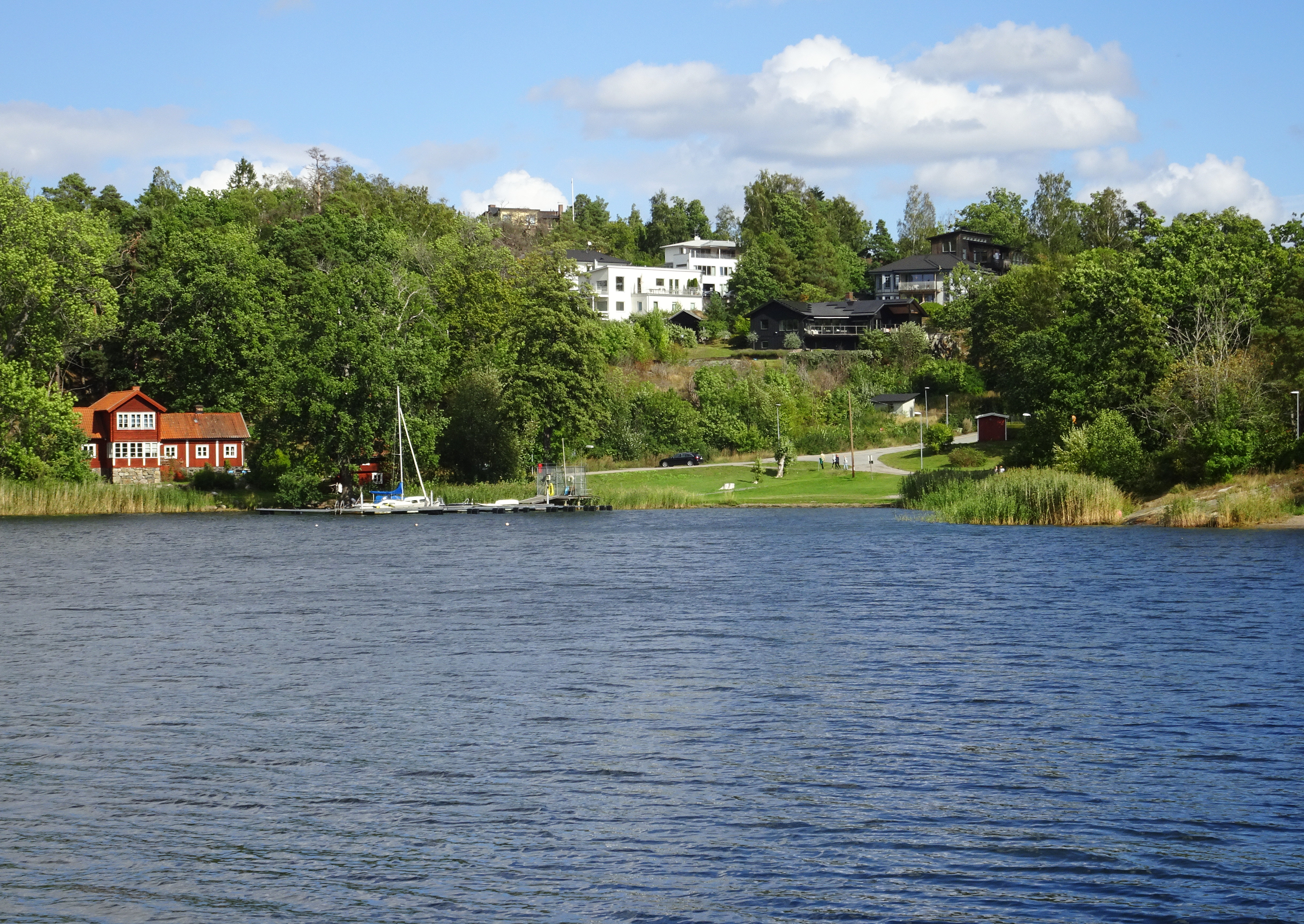
Rödstuguvikens inre del med Rödstugan till vänster.
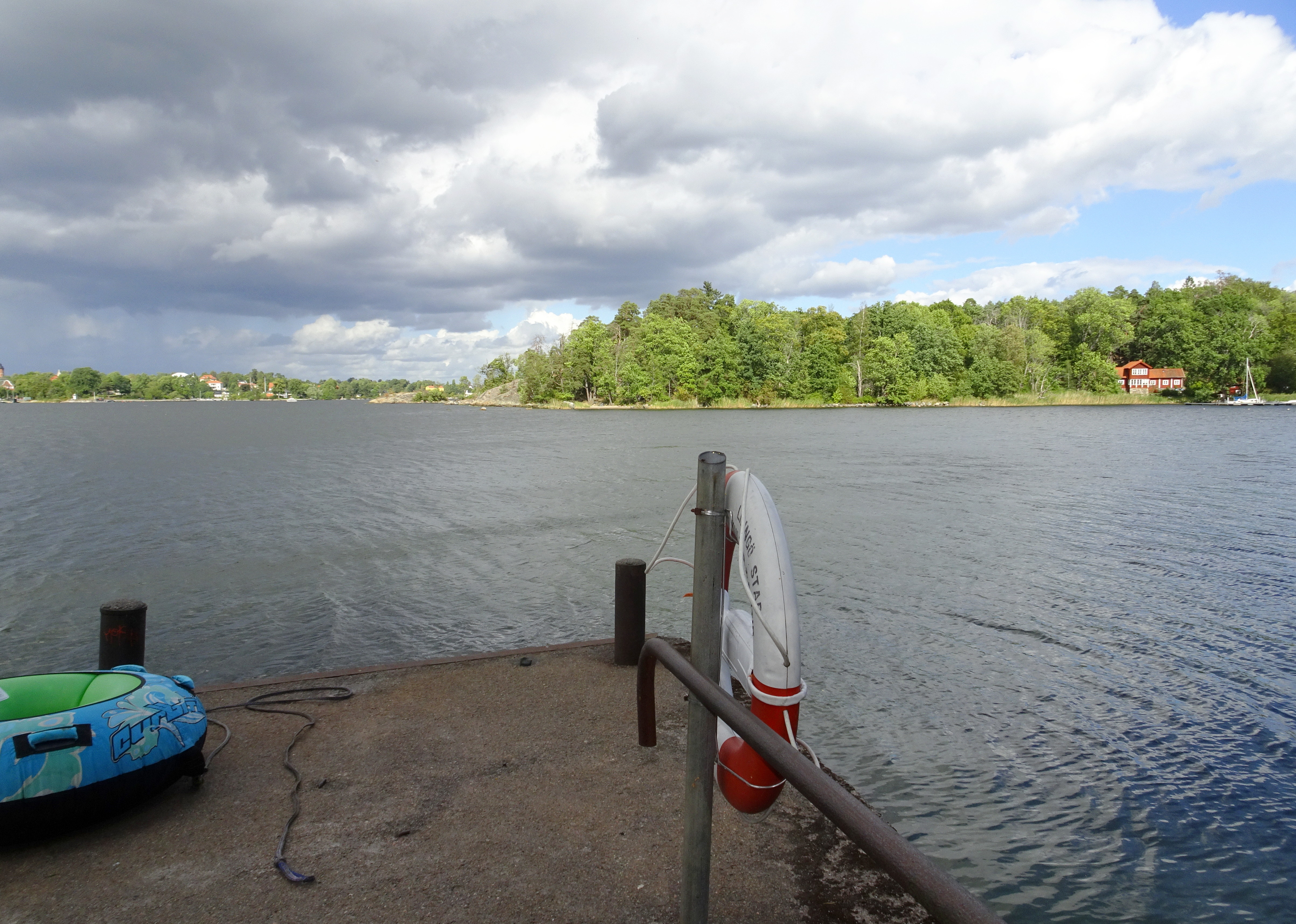
Vy över Rödstuguviken mot norr med gamla ångbåtsbryggan i förgrunden.
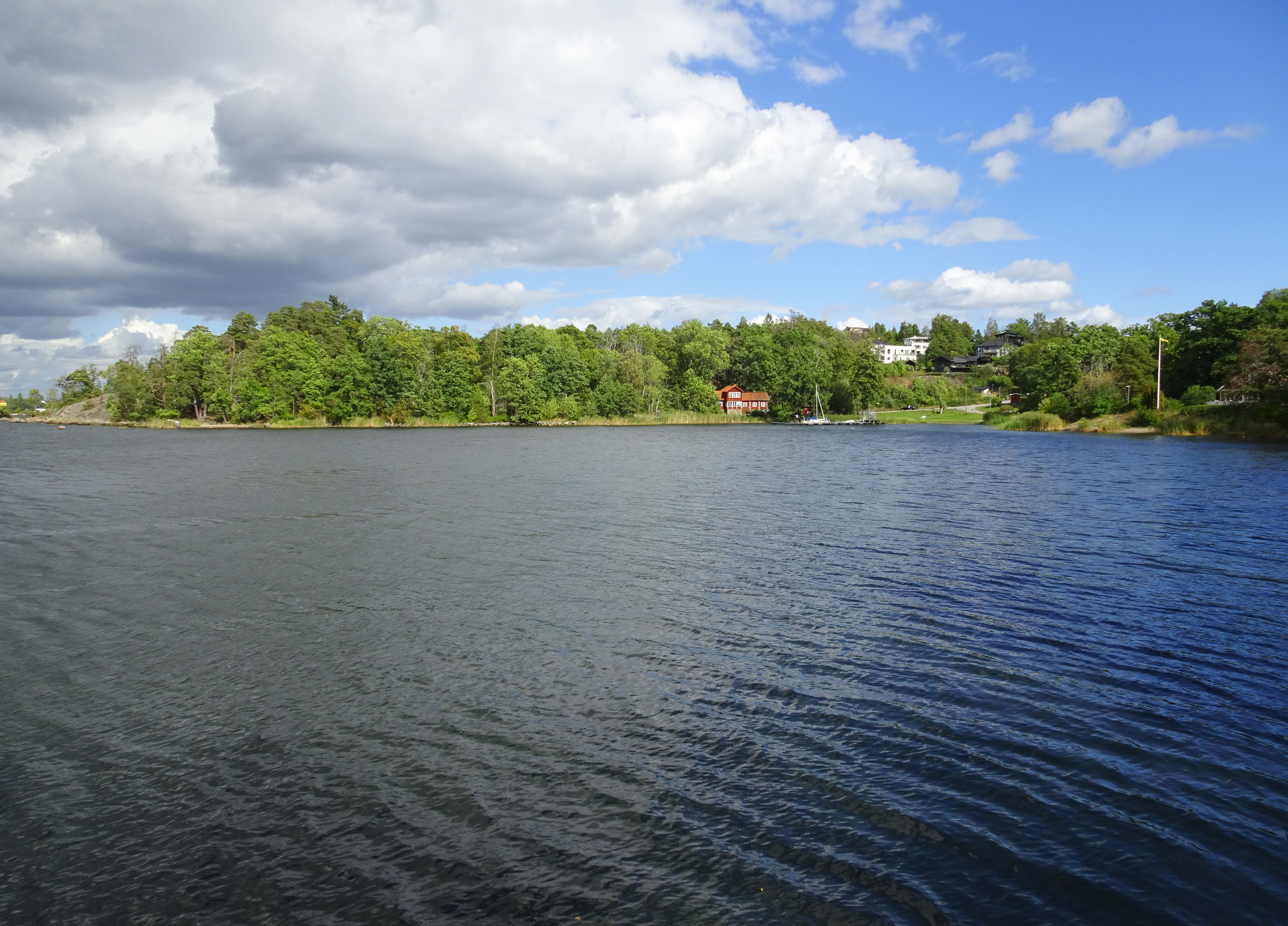
Vy över Rödstuguviken mot norr med halvön Taheiti i fonden.
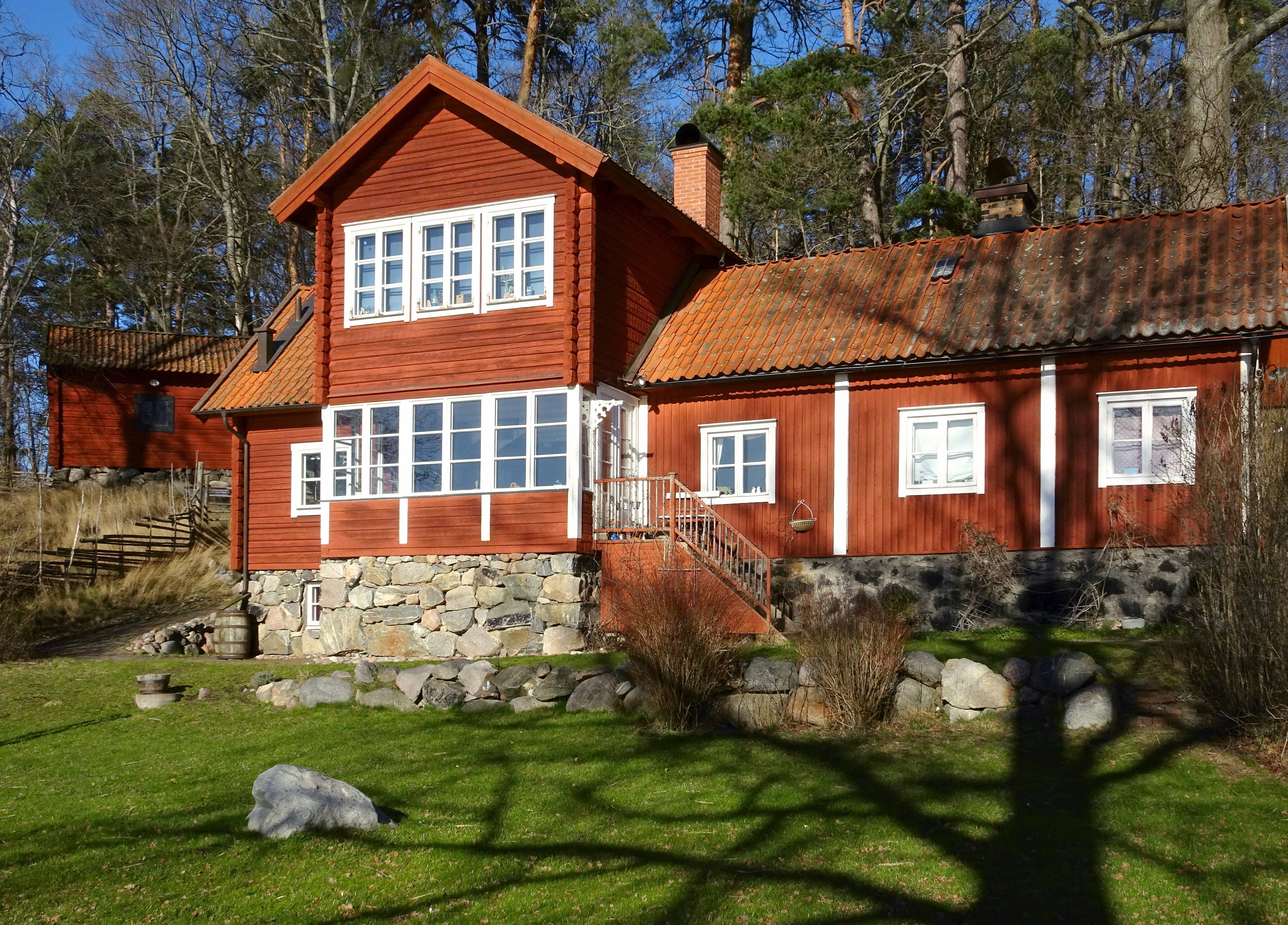
Rödstugan som gav viken sitt namn.